# Dzwonnica w Łaniętach
Dzwonnica w Łaniętach – zabytkowa dzwonnica, znajdująca się w Łaniętach, w województwie łódzkim, powiecie kutnowskim, gminie Łanięta. 
Neobarokowa dzwonnica znajduje się przy kościele parafialnym. Została wpisana wraz z kościołem do rejestru zabytków województwa łódzkiego.
Murowana (ceglana), podpiwniczona budowla powstała w 1866. W 1906 dodano doń część drewnianą (kopułę) o konstrukcji słupowej. Obiekt zbudowany jest na planie ośmioboku i otynkowany. Naroża są boniowane, a pomiędzy boniowanymi pilastrami, w części parterowej, umieszczone są wnęki z rzeźbami świętych. Piętra rozdziela fryz z boniowaniem. Całość wieńczy cebulasta kopuła z ośmiobocznym bębnem. Ściany bębna są podzielone na kwadraty i zdobione. 
Kubatura dzwonnicy wynosi 500 m³, a jej powierzchnia użytkowa – 30 m².